# Novodmítriyevskaya
Novodmítriyevskaya (del ruso: Новодми́триевская) es una stanitsa del raión de Séverskaya del krai de Krasnodar, en Rusia. Está situada en el borde septentrional del Cáucaso, a orillas del río Shebsh, afluente del Afips, de la cuenca del Kubán, 35 km al suroeste de Krasnodar. En el año 2021 tenía 5862 habitantes
Es cabeza del municipio Novodmítrievskoye, al que pertenecen Novi, Oazis y Shuvayev.

## Historia
La localidad fue fundada en 1864 en el emplazamiento de un aul adigué. Sus primeros colonos fueron cosacos de las stanitsas Prochnookópskaya, Starominskaya y Uspénskaya. Recibió la inmigración de griegos pónticos que emigraron por las persecuciones en el Imperio otomano a finales del siglo XIX y principios del XX. Pertenecía al otdel de Ekaterinodar del óblast de Kubán hasta 1920. Ese año se fundó el jútor Oazis, cuya población fue mayoritariamente armenia.
Durante la Gran Guerra Patria, cayó ante la Wehrmacht de la Alemania Nazi en verano de 1942 y fue liberada el 20 de enero de 1943 por el Ejército Rojo de la Unión Soviética. La Casa de Cultura es de la década de 1970.

## Economía y transporte
Las principales actividades económicas de la región son la agricultura y la industria alimentaria.
La estación de ferrocarril más cercana se encuentra en Afipski, 9 km al norte.